# Floyd Norman
Pour les articles homonymes, voir Norman.
Floyd Ernest Norman, né le 22 juin 1935, est un animateur américain qui a notamment travaillé sur plusieurs projets de Walt Disney Animation Studios comme La Belle au bois dormant (1959), Merlin l'Enchanteur (1963) et Le Livre de la jungle (1967) à la fin des années 1950 et début des années 1960. 
Il a reçu plusieurs récompenses pour l'ensemble de son œuvre, parmi lesquelles Disney Legends en 2007, le prix Inkpot en 2008 et le prix Milton Caniff en 2019.